# Luzaropsis
Luzaropsis är ett släkte av insekter. Luzaropsis ingår i familjen syrsor.
Kladogram enligt Catalogue of Life:
| Luzaropsis | \| \| Luzaropsis ferruginea \| \| \| \| \| \| Luzaropsis henryi \| \| \| \| \| \| Luzaropsis mjobergi \| \| \| \| \| \| Luzaropsis omissa \| \| \| \| |
|            | \| \| Luzaropsis ferruginea \| \| \| \| \| \| Luzaropsis henryi \| \| \| \| \| \| Luzaropsis mjobergi \| \| \| \| \| \| Luzaropsis omissa \| \| \| \| |
|            | Luzaropsis ferruginea |
|            | |
|            | Luzaropsis henryi |
|            | |
|            | Luzaropsis mjobergi |
|            | |
|            | Luzaropsis omissa |
|            | |